# Paulina Rozwadowska
Paulina Rozwadowska (ur. 20 czerwca 1989 w Sopronie) – polska koszykarka występująca na pozycjach silnej skrzydłowej lub środkowej, reprezentantka Polski.

## Osiągnięcia
Stan na 26 sierpnia 2017, na podstawie, o ile nie zaznaczono inaczej.
Drużynowe
- Uczestniczka rozgrywek Eurocup (2007/08, 2009/2010)

Reprezentacja
- Brązowa medalistka mistrzostw Europy U–16 (2005)
- Uczestniczka mistrzostw Europy U–20 (2009 – 5. miejsce)